# Música del segle XX
La música del segle XX inclou les obres, compositors i grups que han creat i distribuït peces musicals al llarg del segle xx. A diferència de períodes anteriors, cal destacar la irrupció de la música popular, que esdevé el gènere dominant a mesura que avança el segle, la qual conviu amb la música clàssica del segle XX. Els dos corrents es veuen afectats per les transformacions tecnològiques i socials de l'època: la música no es consumeix solament en directe, als concerts, sinó que pot escoltar-se en diferit amb diferents aparells d'ús individual i públic. Augmenta la utilització de la música com a complement d'altres arts o missatges, així la música pren gran importància al cinema o la publicitat.
Quant als instruments emprats, destaquen tres grans grups: d'una banda els instruments de vent de metall, com les trompetes i saxofons del jazz i derivats; d'altra banda la guitarra i la bateria, pròpies del rock i els seus estils afins i per acabar, el sintetitzador com a exponent de la música electrònica. La veu humana i el teclat (o piano) apareixen als tres grups com a complement.
El gènere musical es diversifica amb subgèneres i evolucions que compliquen la classificació dels estils. Per això, donada la varietat de fenòmens d'un segle complex com el segle xx, a l'article s'ha optat per la divisió cronològica en dècades, sense que això signifiqui que un moviment s'hagi de limitar necessàriament a aquest marc.

## Música moderna

### Del 1900 al 1909
Els inicis de segle suposen una continuïtat respecte a la música anterior, com proven les estrenes de les darreres òperes de Giacomo Puccini, les obres d'Enric Granados i Campiña o els èxits del teatre musical, un nou gènere sorgit a les acaballes del segle xix que es convertirà en una font d'inspiració per als compositors moderns. Ígor Stravinski crea les seves obres més conegudes i Claude Debussy segueix experimentant amb l'impressionisme musical, que busca suggerir imatges i colors (seguint el model pictòric homònim) i amb influència oriental.
Dins la música popular continua de moda el ragtime, que destaca per ser el precedent del jazz en dos aspectes: naixement a la comunitat afroamericana i ús del piano sincopat. Charles Ives juga també amb el ritme a les seves obres clàssiques. William Christopher Handy, considerat el pare del blues, incorpora les cançons de treball dels esclaus.
Fora de l'àmbit occidental, cal destacar el naixement de l'òpera Yueju a la Xina, on s'insereixen cançons rurals en una música més lleugera i oberta a influències foranes que l'òpera pekinesa.

### Del 1910 al 1919
El compositor espanyol més remarcable del període és Manuel de Falla y Matheu, el qual aconsegueix lligar la música tradicional peninsular, com la sarsuela, amb l'europea, ajudant a la internacionalització dels autors hispànics.
A més d'això, és destacable l'aparició de compositores de música com Nadia Boulanger o Lilia Boulanger, sent aquesta última la primera dona en guanyar el prix de rome.
La música calipso es modernitza i comença a guanyar pes als Estats Units, des d'on posteriorment s'exportarà a Europa.
El gramòfon assoleix un pic de vendes, fent que es pugui escoltar música a moltes llars i no solament a sales de concerts. Es lliga la música a la festa privada, sense necessitat d'orquesta com fins aleshores.

### Del 1920 al 1929
Els anys 20 suposen un trencament important amb els estils anteriors. La fractura social de la Primera Guerra Mundial evidencia que al segle XX no es pot seguir usant els codis artístics anteriors, i els feliços anys vint reclamen una nova música que s'associï a l'auge del lleure. Triomfa el jazz, amb autors com Louis Armstrong, com a símbol de transgressió, de cerca del plaer. Entre les cantants femenines destaca Bessie Smith, que destacà també dins del blues. Aquests autors introdueixen crits i ritmes mai vistos abans, que fan que en certs sectors socials es rebutgi el jazz per associar-lo a estrats marginals.
En la música clàssica la fractura prové del dodecafonisme, ideat per Arnold Schönberg, que trenquen amb la tonalitat imperant des del renaixement: ja no hi ha una jerarquia de notes, uns acords bells que estructurin la peça. Aquesta nova manera de compondre rau al centre de la polèmica que travessarà tot el segle XX: el paper de la dissonància (i posteriorment el soroll) dins la música, amb fervents partidaris i detractors. Dmitri Xostakóvitx incorpora l'atonalitat en algunes de les seves simfonies, que malgrat tot perpetuen l'esquema tradicional.
A Catalunya, destaca la figura d'Eduard Toldrà i Soler

### Del 1930 al 1939
Artistes musicals de la ràdio, com Bing Crosby, fan el salt al cinema, augmentant la influència mútua dels dos mitjans. El cinema musical comença el seu auge o època daurada, que durarà fins als anys 50. No importa solament les cançons, sinó la dansa que les acompanya, com prova el triomf de Fred Astaire.
Charlie Patton conrea l'anomenat Delta blues, de gran influència posterior, que es basa en l'acompanyament de guitarra de veus profundes inspirades en les cançons de blues tradicionals. Aquest estil es troba a la base de molts cantautors moderns. Una altra tendència de blues, el Memphis blues liderat per Frank Stokes, inspirarà els primers roquers pel rasguejat de la guitarra.
Se succeeixen els primers èxits de Billie Holiday. El jazz evoluciona cap al swing, estil que perdurarà durant els anys 40, amb cantants com Ella Fitzgerald. Darius Milhaud incorpora els seus ritmes i la politonalitat a les obres clàssiques, fent evident la influència mútua dels dos registres, com també faria George Gershwin, barrejant jazz, simfonies romàntiques i música de cinema.
El 1936 es publica a Billboard la primera llista d'èxits musicals, que esdevindrà una constant en la música popular. Sortir a aquestes llistes actua com a promoció per aconseguir més vendes i s'impulsa la indústria musical. Diverses revistes i després emissores de ràdio tenen les seves pròpies llistes, tant genèriques com dedicades a un estil concret, en un format que encara es manté vigent.
El compositor Heitor Villa-Lobos barreja música tradicional brasilera amb influències clàssiques (com Bach), creant un estil de fusió molt propi del segle xx, que després es traspassarà a la música popular. Serguei Prokófiev reivindica també l'herència clàssica a les seves obres després d'uns anys experimentant amb les avantguardes.
A finals dels anys 30 sorgeix el bugui-bugui, un tipus de música de ritme ràpid que accentua el lligam entre el ball viu i la música popular, germen de la futura discoteca. Per les mateixes dates, es popularitza el gospel, que barreja ritmes del jazz amb cançons cristianes.

### Del 1940 al 1949
Frank Sinatra, conegut com La Veu, triomfa com a cantant i actor i suposa un canvi en l'anomenat en el fenomen d'aficionats extrems, amb audiències massives als concerts o estrenes de públic que esperen veure els seus ídols musicals, com es generalitzarà amb el pop i rock posterior.
Duke Ellington, considerat el compositor de jazz més rellevant, assoleix la maduresa artística, igual que Charlie Parker. Les big bands de jazz cedeixen espai a composicions més reduïdes i augmenta el pes de la improvisació, com havia ocorregut al primer jazz, fent que sorgeix un nou estil, el be-bop, deslligat progressivament del ball. El country, que havia nascut als anys 20, guanya en popularitat
El compositor de piano català Frederic Mompou i Dencausse torna del seu exili a París i continua la seva reeixida carrera. Joaquín Rodrigo Vidre estrena el Concierto de Aranjuez i Xavier Montsalvatge i Bassols introdueix sons "antillanistes" que faran evoluciona el seu estil als anys següents.

## Música contemporània

### Del 1950 al 1959
Nous format de discs per al tocadiscs ajudarien a la difusió del Rock and roll, amb figures com Elvis Presley. Aquest nou gènere seria el de més èxit de tot el segle i aniria acompanyat de diversos elements que després seran constants en tots els moviments musicals: naixement lligat a una subscultura amb una estètica pròpia, fenomen fan amb concerts i actes d'homenatge específics i popularització gràcies als mitjans de comunicació de masses. Va ser també el primer gènere que, tot i el seu origen afroamericà (rhythm and blues), va estar dominat per cantants blancs, un fet d'importància en uns Estats Units encara amb una forta divisió racial (ja que els Estats Units seran l'origen de la majoria de moviments musicals de l'època). El primer rock (rockabilly) conserva ecos country que després perd.
El jazz es diversifica amb corrents com el cool jazz, el hard bop o el jazz modal, conreat per Miles Davis, entre d'altres, que servirien per crear nous ritmes més propers als gustos juvenils imperants.
John Cage és un dels màxims exponents de l'anomenada música aleatòria, on l'atzar és un principi de composició que crea sensacions d'estranyesa en l'oient.

### Del 1960 al 1969
La comunitat afroamericana veu néixer un altre gran gènere de la música popular contemporània: el soul, que a les seves balades d'amor unia una forta crítica social. Els cantants més coneguts d'aquest estil són Otis Redding, Ray Charles i Aretha Franklin. Dins del blues, cal fer esment de la figura de B.B. King, considerat un dels millors guitarristes de tots els temps.
Bob Marley és un dels principals responsables de la popularització del reggae, mentre que Peter, Paul and Mary i posteriorment Bob Dylan portaven la música folk a les llistes dels més venuts. Ambdós moviments es basen a recuperar les arrels amb la música local (incloent-hi els seus instruments tradicionals, com el banjo amb les aportacions de la música rock triomfant. Jamaica esdevé una nova meca d'influències musicals, amb el naixement del ska. La bossa nova brasilera aprofita el seu impuls per fer-se conèixer.
Continua l'auge del rock, amb bandes com The Rolling Stones. Però sens dubte la dècada del 1960 és el temps de l'explosió del pop, una música lleugera, de caràcter comercial i melodies recognoscibles, que va tenir en grups com The Beatles. A partir d'un origen comú amb el rock, el pop es va anar especialitzant en sons més suaus, amb menys pes de la percussió o els solos de guitarra, i va donar llum a diversos subgèneres específics durant la segona meitat del segle xx, especialment a partir de la fusió amb la música electrònica, com per exemple la músia beat (The Hollies) o l'anomenada música psicodèlica, que es lligaria amb el consum de drogues de síntesi i la irrupció del món oníric als sons (com havia fet el surrealisme a la literatura o la pintura). El Festival de Woodstock és el seu símbol.
Aquests actes massius provoquen el rebuig de determinats sectors de fans, més puristes, i provoquen l'aparició dels denominats gèneres alternatius (posteriorment denominats "de música independent"), que es basen en els mateixos principis musicals però sense aquest caràcter de consum. El garage rock, lligat a bandes amateurs i apassionades que pretenien seguir l'ideari fundacional i no els corrents majoritaris, és el primer d'una llarga llista de subgèneres de pop i rock, amb freqüència enfrontats els uns als altres segons el grup social a qui representin.
Als Països Catalans sorgeix la Nova Cançó, amb Els Setze Jutges, que incorpora el català a les seves lletres, sovint dins una cançó protesta, malgrat la censura del franquisme. Recollint l'herència clàssica dels cantautors anglosaxons, va influir en compositors de tot l'àmbit hispànic.

### De 1970 al 1979
El funk apareix com a evolució del soul però més lligat a les pistes de ball, ja que d'ell naixerà la música disco, amb grups com Bee Gees. Aquesta música combina l'estructura del pop amb un ritme molt marcat que afavoreix la dansa. Dins del pop triomfen Elton John, Eagles i ABBA, al costat dels clàssics de la dècada anterior. Pink Floyd publica alguns dels discs més venuts de la dècada.
Del reggae sorgeix el dub, que es basa en les reverberacions i ecos que després seran comunes a les sessions de DJ, però fets amb la veu, com les de Lee Perry. La salsa transcendeix el seu lloc d'origen i es balla a diversos països, associat a la sensualitat, com passarà amb altres ritmes llatins en el futur.
El rock es divideix en diversos corrents, un de més comercial (Blondie, Simon and Garfunkel) i un altre més contestatari, al si del qual apareix el punk, amb veus estridents i lletres de fort component polític, que sovint incloïen paraules grolleres i temes tabú, com a les cançons de Sex Pistols, que van causar un fort escàndol. D'aquest segon corrent naixerà el hard rock, amb les seves múltiples variants i grups com AC/DC o Led Zeppelin.
La música new-age trenca amb el predomini ballable i cantat de la música popular. Proposa peces llargues, instrumentals o amb una sola veu suau, d'arrels tradicionals, sorolls naturals i sons electrònics, en sintonia amb una nova filosofia de grups lligats a la contracultura sorgits dels moviments hippies anteriors. Jean Michel Jarre seria un exemple d'aquest moviment. La música ambient hi està fortament relacionada. La música electrònica pura, amb Kraftwerk al capdavant, comença a fer-se un forat al mercat.
A Catalunya Tete Montoliu conrea el jazz i els valencians Al Tall se sumen al folk de la dècada precedent. Neix el rock català, que apropa aquesta llengua a la música juvenil i hereta el caràcter reivindicatiu de la nova cançó.

### Del 1980 al 1989
La dècada del 1980 està marcada pels dos gèneres dominants, rock i pop, com a èpoques anteriors, però també per la popularització de la música dance amb tots els seus subgèneres, i l'auge consegüent del sintetitzador a les produccions musicals. Dins del pop cal destacar noms com Michael Jackson (el seu àlbum Thriller és el més venut de la història), Madonna, Prince o Queen. Al camp del rock, són d'especial rellevància Bruce Springsteen, U2 i R.E.M.. El dance es divideix en diverses tendències, essent el techno i el house les de més fama.
MTV, un canal de televisió musical, posa de moda els videoclips, que acompanyen els singles o les cançons de més èxit de cada grup, i que tenen el seu rànquing propi, en comparació amb les llistes de les emissores de ràdio. El públic adolescent consumirà ben aviat productes derivats de la cadena com sèries o revistes.
El hard rock continua diversificant-se i guanyant adeptes, amb bandes com Iron Maiden o Metallica. Sorgeix el hip-hop. També augmenta en públic i varietat la música llatina, amb grups de caràcter pop i ètnics de diversos països.
Es produeix una revifalla de la música de gènere, com ska, R&B (amb Whitney Houston). A terres catalanes, La Vella Dixieland recupera els sons més clàssics del jazz.
A més, l'evolució dels gèneres de música electrònica de la mà de dones com Wendy Carlos, Pauline Oliveros, Cathy Barberian o Éliane Radigue porta a revolucions sonores al cinema i a l'exporació electroacústica.

### Del 1990 al 1999
Dins del pop, una banda supervendes va ser Green Day, que feia de contrapartida als cantants de brit-pop com Blur. Els grups anteriorment alternatius van assolir màximes quotes de popularitat, caient en una paradoxa, com els màxims exponents del grunge, Nirvana o fins i tot Marilyn Manson, pertanyent al heavy metal. La Generació Y compra massivament les cançons de Backstreet Boys, Christina Aguilera i similars, mentre els grups consolidats incorporen sons més dance a les seves propostes, creant gèneres híbrids com l'eurodance.